# 넓적사슴벌레속
넓적사슴벌레속(Serrognathus)은 사슴벌레과의 한 속 또는 왕사슴벌레속의 한 아속(亞屬)이다. 2013년 중국의 연구자 Huang과 Chen은 외부 형태 특징과 DNA 분석 연구를 통해 왕사슴벌레속(Genus Dorcus)에 속해있던 넓적사슴벌레속(Genus Serrognathus)을  분리하여 별도의 속으로 취급하였으나 이는 아직 학자간의 의견이 분분하다.

## 하위 종
- 넓적사슴벌레 Serrognathus titanus
- S. metacostatus
- 참넓적사슴벌레 S. consentaneus
- S. affinis
- S. alcides
- S. intermedius
- S. wickhami
- S. egregius
- S. ghilianii
- S. cofaisi
- S. saiga
- S. submolaris
- S. bucephalus
- S. townesi
- S. taurus
- S. tityus
- S. detanii
- S. ternatensis
- S. thoracicus
- S. arfakianus
- S. bandaensis
- S. hyperion
- S. meeki
- S. kyanrauensis
- S. mirabilis
- S. miwai
- S. eurycephalus
- S. reichei
- S. lachnosternus
- S. rama